# 71. Internationale Sechstagefahrt

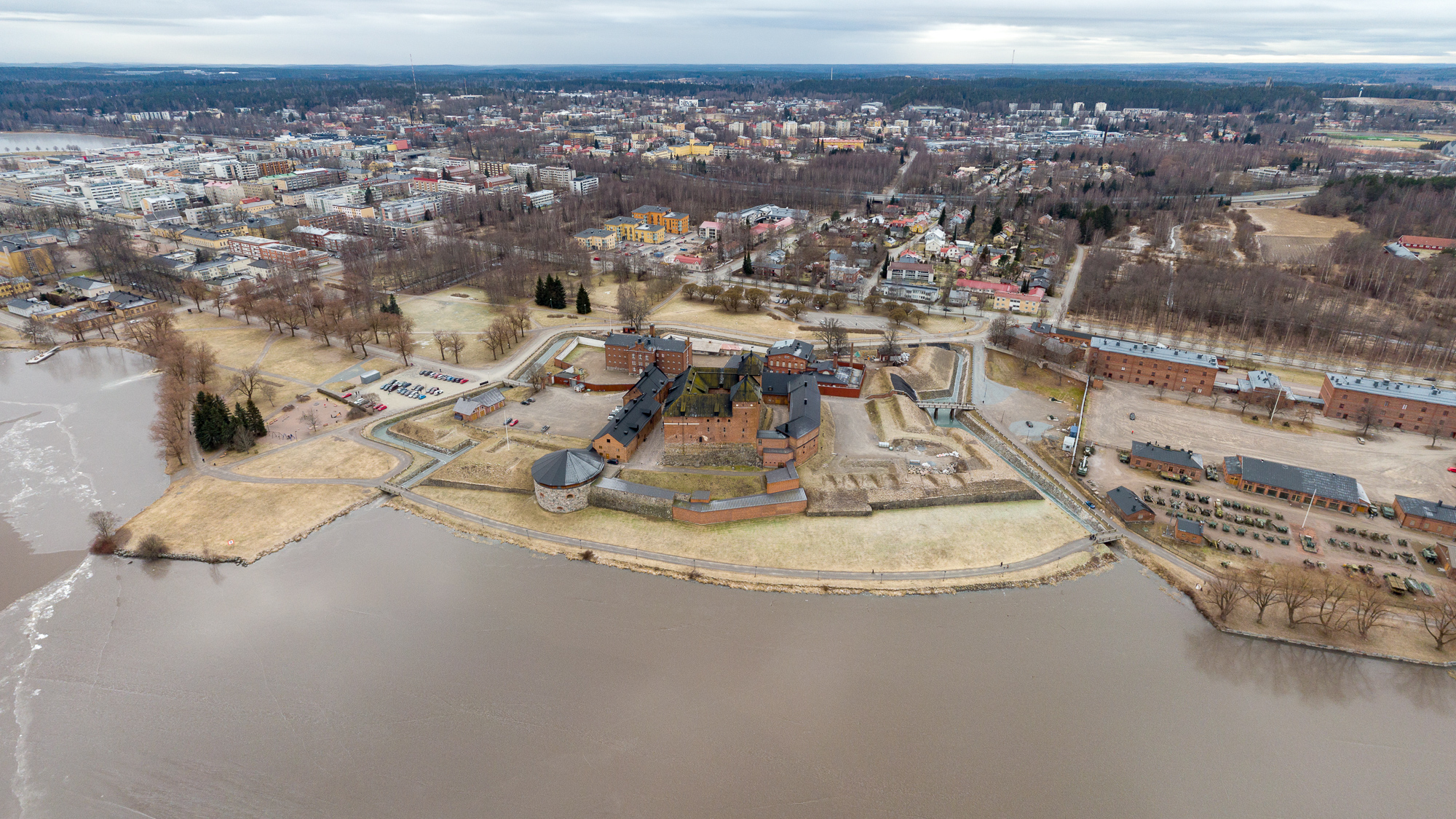
Hämeenlinna, Start- und Zielort der einzelnen Etappen.

Die 71. Internationale Sechstagefahrt war die Mannschaftsweltmeisterschaft im Endurosport und fand vom 12. bis 17. August 1996 im finnischen Hämeenlinna sowie der näheren Umgebung statt. Die Nationalmannschaften des Gastgebers konnten zum ersten Mal die World Trophy sowie zum zweiten Mal die Junior World Trophy gewinnen.

## Wettkampf

### Organisation
Die Veranstaltung fand zum ersten Mal in Finnland statt.
Am Wettkampf nahmen 14 Teams für die World Trophy, zehn für die Junior World Trophy sowie 42 Clubteams und 13 Einzelstarter aus insgesamt 21 Nationen teil.
Deutschland nahm an der World Trophy und mit vier Clubmannschaften teil. Aus Österreich und der Schweiz waren keine Fahrer am Start.

### 1. Tag
Die Tagesetappe war ein zweimal zu fahrender Rundkurs und führte über insgesamt 310 Kilometer. Je Runde waren zwei Cross- sowie ein Endurotest als Sonderprüfungen enthalten.
Nach dem ersten Fahrtag führte in der World-Trophy-Wertung das Team des Gastgeberlandes Finnland vor Italien und Schweden. Das deutsche Team lag auf dem 12. Platz.
In der Junior-World-Trophy-Wertung führte Schweden vor Finnland und Italien.

### 2. Tag
Am zweiten Fahrtag wurde nochmals die Strecke des Vortags gefahren.
Die World-Trophy-Wertung führte das Team Finnlands vor Italien und den USA an.
In der Junior-Trophy-Wertung führte ebenfalls die Mannschaft Finnlands vor Schweden und Italien.

### 3. Tag
Am dritten Tag war eine neue Strecke, wieder in zwei identischen Runden, über 351 Kilometer zu absolvieren. Wieder waren je Runde zwei Cross- sowie ein Endurotest als Sonderprüfungen zu fahren.

### 4. Tag
Am vierten Tag waren insgesamt 285 Kilometer in zwei identischen Runden zu fahren. An Sonderprüfungen waren wieder je Runde zwei Cross- sowie ein Endurotest enthalten.
Am Ende des vierten Fahrtags führte in der World-Trophy-Wertung das Team Finnlands vor Italien und Schweden.
In der Junior-World-Trophy-Wertung führte die Mannschaft Finnlands vor Schweden und Italien.

### 5. Tag
Am fünften Fahrtag war die Strecke des vierten Tages nochmals zu absolvieren.
Die Zwischenstände nach dem fünften Fahrtag: In der World Trophy-Wertung führte weiter die Mannschaft Finnlands vor Italien und den USA.
In der Junior Trophy führte ebenfalls weiter Finnland vor Schweden und Italien.

### 6. Tag
Am sechsten Tag war lediglich eine kurze Etappe über 36 Kilometer gefahren. Die letzte Sonderprüfung war das Abschluss-Moto-Cross-Rennen.

## Endergebnisse

### World Trophy
| Platz | Team                   |
| ----- | ---------------------- |
| 1.    | Finnland               |
| 2.    | Italien                |
| 3.    | Vereinigte Staaten     |
| 4.    | Tschechien             |
| 5.    | Frankreich             |
| 6.    | Slowakei               |
| 7.    | Schweden               |
| 8.    | Niederlande            |
| 9.    | Deutschland            |
| 10.   | Australien             |
| 11.   | Portugal               |
| 12.   | Spanien                |
| 13.   | Vereinigtes Königreich |
| 14.   | Mexiko                 |

### Junior World Trophy
| Platz | Team               |
| ----- | ------------------ |
| 1.    | Finnland           |
| 2.    | Schweden           |
| 3.    | Italien            |
| 4.    | Frankreich         |
| 5.    | Tschechien         |
| 6.    | Australien         |
| 7.    | Vereinigte Staaten |
| 8.    | Niederlande        |
| 9.    | Mexiko             |
| 10.   | Spanien            |

### Einzelwertung
| Klasse                  | Klassensieger (Motorrad)    |
| ----------------------- | --------------------------- |
| bis 125 cm³ (Zweitakt)  | Petteri Silvan (Husqvarna)  |
| bis 175 cm³ (Zweitakt)  | Giovanni Sala (KTM)         |
| bis 400 cm³ (Viertakt)  | Anders Eriksson (Husqvarna) |
| über 500 cm³ (Viertakt) | Kari Tiainen (Husqvarna)    |

## Teilnehmer
| Staat                  | World Trophy Team | Junior World Trophy Team                                                                                             | Club-Teams |
| ---------------------- | --- | --- | --- |
| Argentinien            | | | Alto Volta |
| Australien             | Peter Martin (TM 125) Shane Watts (KTM 175) Stuart Morgan (KTM 175) Shawn Reed (Husqvarna 400) Michael Shearer (Husqvarna 500) Mark Avard (TM 125)                                 | Damien Grabham (Husqvarna 125) Damian Smith (KTM 125) Matthew Shelton (Husqvarna 125) Ben Bunda (TM 175)             | |
| Deutschland            | Dieter Weigl (KTM 125) Nico Klaus (KTM 400) Wolfgang Koch (Husqvarna 500) Kay Awe (Husqvarna 400) Karl-Heinz Holz (KTM 400) Dirk von Zitzewitz (KTM 500)                           | | ADAC Dresden ADAC Frankfurt ADAC Stuttgart DMV Frankfurt |
| Finnland               | Petteri Silvan (Husqvarna 125) Mika Ahola (TM 125) Pekka Viljakainen (KTM 125) Jani Laaksonen (Honda 175) Vesa Kytönen (Husqvarna 175) Kari Tiainen (Husqvarna 500)                | Juha Salminen (Husqvarna 125) Juha Laakso (Husqvarna 125) Mika Marila (Husqvarna 125) Tuomas Ahonen (Husqvarna 175)  | Espoo MK Joutsa Helsinki MK Hyvinkaä MK Kanagsala MK Keski-Suomi MK Nummela MK Riihirnäki MPKK Salpausselkä MK Sipoo MK Vantaa MK 1 Einzelfahrer                             |
| Frankreich             | David Frétigné (Husqvarna 125) Dominique Costes (Yamaha 125) Marc Olivier Joriot (Husqvarna 125) Stéphane Peterhansel (Yamaha 175) Gilles Algay (KTM 175) Richard Sainct (KTM 400) | Guillaume Porte (Husqvarna 125) Olivier Samofal (Husqvarna 125) Laurent Rogier (KTM 175) Steve Lemarchand (KTM 175)  | Club France Club Team 1 Einzelfahrer |
| Japan                  | | | Club Team 1 Einzelfahrer |
| Irland                 | | | 1 Einzelfahrer |
| Italien                | Fausto Scovolo (Honda 125) Giovanni Sala (KTM 175) Tullio Pellegrinelli (Honda 175) Mario Rinaldi (KTM 400) Arnaldo Nicoli (Husqvarna 400) Fabio Farioli (KTM 500)                 | Ivan Boano (Honda 125) Matteo Rubin (TM 175) Jarno Boano (Honda 175) Andrea Cabass (TM 175)                          | MC Intiamo Parma 1 Einzelfahrer |
| Kanada                 | | | 1 Einzelfahrer |
| Polen                  | | | Club Team 1 Einzelfahrer |
| Lettland               | | | 1 Einzelfahrer |
| Mexiko                 | Alejandro Sanchez (KTM 125) Sergio Diaz (KTM 175) Erik Gallardo (KTM 175) Arturo Reyes (KTM 175) Carlos Ungo (KTM 175) Homero Diaz (Husaberg 400)                                  | Luis Stahl (KTM 125) Jose Luis Rubio (KTM 175) Mauricio Rubio (KTM 175)                                              | |
| Niederlande            | Stephan Braakhekke (Husqvarna 125) Patrick Isfordink (KTM 175) Arja Klok (Honda 175) Alfons Hoevers (Husqvarna 400) Peter Lenselink (Husaberg 400) Simon Schram (Husqvarna 500)    | Dinand Tijhuis (Husqvarna 125) Franck Isfordink (KTM 175) Arjan Kuilman (Honda 175) Hendrik Hoogland (Husqvarna 175) | Club Team 1 Einzelfahrer |
| Polen                  | | | PZM Warszawa |
| Portugal               | Victor Azevedo (Honda 125) Pedro Bianchi Prata (TM 125) Miguel Farrajota (TM 175) Paulo Marques (Honda 175) António Oliveira (Honda 175) Mário Brás (KTM 500)                      | | 1 Einzelfahrer |
| Schweden               | Rikard Larsson (Suzuki 125) Joakim Johansson (Honda 175) Ulf Orrvik (Kawasaki 175) Joakim Hedendahl (Suzuki 175) Anders Eriksson (Husqvarna 400) Peter Jansson (Husaberg 500)      | Peter Bergvall (Husqvarna 125) Anders Karlsson (Kawasaki 125) Morgan Jansson (Yamaha 175) Martin Lind (Husaberg 400) | Damerna SMI MK SMK Östgöta Västeräs MK |
| Slowakei               | Ivan Jakes (Husqvarna 125) Radek Matoska (Husqvarna 125) Jan Hrehor (Yamaha 175) Ivan Cerny (Yamaha 175) Jaroslav Katrinak (Husqvarna 500) Peter Koniar (Husqvarna 500)            | | |
| Spanien                | Xavier Puigdemont (GasGas 125) Jaume Colom (Alfer 175) Marc Puigdemont (GasGas 175) Albert Guerrero (Honda 175) Joan Roma (KTM 500) Oscar Gallardo (Husqvarna 500)                 | Jordi Molas (Honda 125) Miki Arpa (KTM 175) Josep Pou (GasGas 175) Marc Coma (KTM 175)                               | 1 Einzelfahrer |
| Tschechien             | Roman Michalík (TM 125) Lubomir Vojkuvka (TM 125) Karol Scheder (KTM 175) Otokar Kotrba (Husqvarna 400) Bohumil Posledni (KTM 500) Martin Kremel (Husaberg 500)                    | Marek Nespor (KTM 125) Martin Stastny (Husqvarna 125) Martin Gottvald (Suzuki 125) Jan Svitak (KTM 175)              | KM Enduro Team Mot.Fed. Valachia Team 1 Einzelfahrer |
| Vereinigte Staaten     | Randy Hawkins (Suzuki 125) Ty Davis (Kawasaki 175) Chris Smith (Honda 175) Steve Hatch (Suzuki 175) Rodney Smith (Suzuki 175) Scott Summers (Honda 500)                            | Brian Storrie (Kawasaki 125) Michael Lafferty (KTM 175) Don Knapp (KTM 400) William Hamilton (Husqvarna 400)         | Appalachian Dirt Riders Boise Ridge Riders Cycle Gear R. Cycle News R. Daytona Dirt Riders Dirt Rider M/C Lobos M/C Missouri Mudders Trail Rider M/C Trail Riders of Houston |
| Vereinigtes Königreich | Tim Lewis (KTM 125) Paul Edmondson (GasGas 175) Rob Sartin (Yamaha 175) Carl Tiley (TM 175) Wyn Hughes (Husqvarna 175) John Deacon (KTM 500 4T)                                    | | Army MCA MCC of Wales 1 Einzelfahrer |